# Hōbunsha
 (décembre 2021).
Si vous disposez d'ouvrages ou d'articles de référence ou si vous connaissez des sites web de qualité traitant du thème abordé ici, merci de compléter l'article en donnant les références utiles à sa vérifiabilité et en les liant à la section « Notes et références ».
Hōbunsha (株式会社 芳文社, Kabushiki gaisha Hōbunsha) officiellement romanisé Houbunsha Co., Ltd, est une maison d'édition japonaise fondée le 10 juillet 1950 publiant principalement des magazines et des mangas.

## Magazines édités
- Weekly Manga Times
- Hanaoto
- Bessatsu Shūman Special
- Cita Cita
- Tsubomi

### SérieManga Time
- Manga Time
- Manga Time Jumbo
- Manga Time Lovely
- Manga Time Family
- Manga Time Special
- Manga Time Original
- Manga Home

### SérieManga Time Kirara
- Manga Time Kirara
- Manga Time Kirara Carat
- Manga Time Kirara Max
- Manga Time Kirara Forward
- Manga Time Kirara Carino[2]

## Mangas édités
- Anémone flamboyante
- Au Grand Air
- Bocchi the Rock!
- K-ON!
- L'île des téméraires
- Le Chef de Nobunaga
- Le Maître des livres
- Le Voyage de Kuro
- Mono
- Puella Magi Madoka Magica
- Tendre voyou
- Un carré de ciel bleu